# Campeonato de Francia de Rugby 15 1999-00
El Campeonato de Francia de Rugby 15 1999-2000 fue la 101.ª edición del Campeonato francés de rugby.
El campeón del torneo fue el equipo de Stade Français quienes obtuvieron su décimo campeonato.

## Desarrollo

### Grupo 1
| Pos | Equipo         | Puntos |
| --- | -------------- | ------ |
| 1   | Toulouse       | 58     |
| 2   | Stade Français | 47     |
| 3   | US Colomiers   | 47     |
| 4   | Dax            | 46     |
| 5   | Brive          | 46     |
| 6   | Perpignan      | 46     |
| 7   | La Rochelle    | 45     |
| 8   | Narbonne       | 43     |
| 9   | FC Auch        | 41     |
| 10  | Grenoble       | 41     |
| 11  | Aurillac       | 38     |
| 12  | US Mountauban  | 28     |

| Pos | Equipo                | Puntos |
| --- | --------------------- | ------ |
| 1   | Castres Olympique     | 54     |
| 2   | Section Paloise       | 54     |
| 3   | SU Agen               | 53     |
| 4   | AS Montferrand        | 50     |
| 5   | CS Bourgoin-Jallieu   | 48     |
| 6   | Biarritz Olympique    | 48     |
| 7   | CA Bègles-Bordeaux    | 48     |
| 8   | Stade montois         | 44     |
| 9   | RC Toulon             | 43     |
| 10  | CA Périgueux          | 36     |
| 11  | Racing club de France | 28     |
| 12  | RC Nîmes              | 22     |

### Repechaje
| 24 de junio de 2000 | Dax | 24 - 37 | Biarritz |  |  |

| 24 de junio de 2000 | Agen | 32 - 33 | Perpignan |  |  |

| 24 de junio de 2000 | Colomiers | 20 - 18 | Bourgoin |  |  |

| 24 de junio de 2000 | Montferrand | 41 - 23 | Brive |  |  |

### Cuartos de final
| 1 de julio de 2000 | Biarritz | 18 - 28 | Toulouse |  |  |

| 1 de julio de 2000 | Stade Français | 25 - 15 | Perpignan |  |  |

| 1 de julio de 2000 | Pau | 28 - 27 | Montferrand |  |  |

| 1 de julio de 2000 | Castres | 15 - 29 | Colomiers |  |  |

### Semifinal
| 8 de julio de 2000 | Toulouse | 13 - 30 | Stade Français |  |  |

| 8 de julio de 2000 | Pau | 22 - 24 | Colomiers |  |  |

### Final
| 15 de julio de 2000 | Stade Français | 28 - 23 | US Colomiers | Stade de France, París |  |

| Bandera de Francia     |
| Campeón Stade Français |
| Décimo título          |